# Bucharis
Bucharis là một chi bọ cánh cứng trong họ Chrysomelidae.
Chi này được Baly miêu tả khoa học năm 1865.

## Các loài
Các loài trong chi này gồm:
- Bucharis loebli Medvedev, 2000
- Bucharis minutus Jacoby, 1896